# Geelwangtrogon
De geelwangtrogon (Apaloderma aequatoriale) is een vogel uit de familie van de trogons (Trogonidae).

## Verspreiding en leefgebied
Deze soort komt voor van zuidoostelijk Nigeria tot zuidelijk Gabon en centraal en noordoostelijk Congo-Kinshasa.

## Status
De grootte van de populatie is niet gekwantificeerd maar de soort wordt omschreven als tamelijk algemeen. Op de Rode lijst van de IUCN heeft deze soort de status niet bedreigd.